# Francisco Flaminio Ferreira
Francisco Flaminio Ferreira Romero (17 de setembro de 1970) é um ex-futebolista profissional paraguaio que atuava como atacante.

## Carreira
Francisco Flaminio Ferreira representou a Seleção Paraguaia de Futebol nas Olimpíadas de 1992.